# Chiesa di San Rocco (Cagliari)
La chiesa di San Rocco è un piccolo luogo di culto di Cagliari. Sorge all'interno di un cortile accessibile da piazza San Rocco, importante snodo viario del centro della città, situato tra Villanova e il quartiere San Benedetto.

## Storia e descrizione
Fu eretta probabilmente nel XVII secolo in segno di riconoscimento a san Rocco per la scomparsa della peste, che colpì la città tra il 1652 e il 1656. Fu sede del Gremio dei Lattai sino al 1864.
L'edificio ha le linee semplici di una chiesa campestre, pur trovandosi ormai in pieno centro di Cagliari. La facciata a capanna presenta, sulla sinistra, un campanile a vela. Il portale architravato è sormontato da uno stemma e da un piccolo oculo. L'interno è costituito da un unico ambiente, a pianta rettangolare, con copertura realizzata in capriate lignee, nascosta da una finta volta a botte. L'altare maggiore, in marmi policromi, risale al 1814 e contiene la statua del titolare, opera lignea databile tra il XVIII e il XIX secolo, così come la statua di san Luigi Gonzaga. La chiesa custodisce anche un pulpito ligneo settecentesco e la lapide sepolcrale marmorea della benefattrice Rosa Melis Chiappe, morta nel 1817.
Nel retro della chiesa vi è un edificio che, per anni, ha ospitato l'omonima comunità nata nel 1978. Il 9 marzo di quell'anno fu celebrata la prima messa con la comunità (intesa come persone residenti) al gran completo: era formata da quattro preti e tre (allora giovani) studenti di teologia appena usciti dal seminario regionale. Uno stuolo di amici di diversa estrazione iniziò a frequentare assiduamente la Comunità, partecipando in vario modo alla vita della stessa. A San Rocco la porta era sempre aperta, anche di notte, per quanti avessero necessità di fermarsi per una preghiera o per trovare un luogo adatto alla meditazione. La sera ci si incontrava anche solo per una chiacchierata, per stare insieme e condividere le diverse esperienze di vita. Dopo pochi mesi fu aperta la scuola "Oscar Romero", un'attività avvertita come esigenza di alcuni operai, amici e compagni di don Andrea Portas, prete-operaio che è stato tra i fondatori insieme a don Efisio Spettu (l'unico ancora presente nella Comunità) e a don Salvatore Loi. Gli allievi erano persone adulte che, per i motivi più disparati, non avevano potuto frequentare la scuola da bambini o da ragazzi e si erano fermati alla terza media. Il primo studente è stato Sergio Melis, successivamente laureatosi. I docenti erano persone della stessa comunità, che offrivano un po' del loro tempo libero perché gli allievi potessero arrivare al conseguimento del diploma magistrale. La scuola è stata intitolata a Oscar Romero perché, proprio nei giorni della sua inaugurazione, fu assassinato l'arcivescovo del Salvador, autentico esempio di martire dei nostri tempi.